# Tyreoideahormonresistens
Tyreoideahormonresistens eller Refetoffs syndrom är ett sällsynt medfött syndrom där nivåerna av sköldkörtelhormonerna är förhöjda utan den vanliga sänkningen av nivån av tyreoideastimulerande hormon (TSH). 

## Orsak
Den vanligaste orsaken till tyreoideahormonresistens är mutationer i β (beta) formerna (THRB) av sköldkörtelhormonreceptorn, varav över 100 olika mutationer har dokumenterats. Mutationer i MCT8 och SECISBP2 har också satts i samband med detta villkor.
Om övriga tecken stämmer är inte mutationen ett villkor för diagnos.

## Förekomst
Tyreoideahormonresistens är sällsynt, är förekomsten anges till 1 av 50 000 eller 1 på 40 000 personer.

## Symtom
Syndromet kan uppvisa varierande symtom, även mellan medlemmar av samma familj som har samma mutation.   Typiskt för personer som är resistenta mot sköldkörtelhormon, är bestående under- eller överaktiv sköldkörtel trots medicinering. 
De vanligaste symtomen är giftstruma, struma och takykardi. Syndromet har också satts i samband med attention deficit hyperactivity disorder (ADHD). En del personer får också depression.

## Diagnos
Det för denna sjukdom karaktäristiska resultatet från blodprov uppträder också i andra sjukdomar (till exempel(hypofystumör ) eller andra hypofyssjukdomar). Diagnosen görs oftast genom identifiera en mutation i sköldkörtelhormonreceptorn, som förekommer i cirka 85% av fallen.
Men upptäckt av resistens mot sköldkörtelhormon utan mutationen i betareceptorerna, har lett till att man inte utesluter sjukdomen vid utebliven mutation varför dessa (15 % av fallen) får diagnosen.